# 黒い稲妻
『黒い稲妻』（くろいいなづま、Der schwarze Blitz）は、1958年の西ドイツの映画。出演はトニー・ザイラーなど。

## キャスト
| 役名                         | 俳優                       | 日本語吹替 | 日本語吹替                                                                         | 日本語吹替 |
| 役名                         | 俳優                       | NHK版      | 東京12ch版                                                                         | ？版       |
| ---------------------------- | -------------------------- | ---------- | ---------------------------------------------------------------------------------- | ---------- |
| マイケル・キシュナー         | トニー・ザイラー           | 近藤洋介   | 広川太一郎                                                                         | 江原正士   |
| アンディ                     | オリバー・グリム           |            | 菅谷政子                                                                           |            |
| グレーテル・ミッターマイヤー | マリア・ペルシー           | 友部光子   | 杉山佳寿子                                                                         |            |
| ハーバート・ターナー         | ディトマール・シェーンハー | 外山高士   | 田中秀幸                                                                           |            |
| ジュリー                     | ワルトラウト・ハース       | 三条美紀   | 佐原妙子                                                                           |            |
| タルハマー                   | ヴィクトル・シュタール     |            | 藤本譲                                                                             |            |
| ハリンガー                   | グスタフ・クヌート         |            | 宮川洋一                                                                           |            |
| ロッフェル                   | ピーター・パラク           |            | 曽我部和行                                                                         |            |
| クック・ウォーリー           | マルガレーテ・ハーゲン     |            | 赤木葉子                                                                           |            |
| スキーの観客                 | ホルスト・ブッフホルツ     |            |                                                                                    |            |
| その他                       |                            |            | 落合美穂 東野アヤ子 中川まり子 江藤久里子 平林尚三 作間功 須田博光 山下啓介 村山明 |            |

- NHK版：初回放送1963年3月2日 NHK『劇映画』[3]

- 東京12ch版：初回放送1968年12月19日『木曜洋画劇場』

## スタッフ
- 監督：ハンス・グリム
- 製作：ゲオルグ・リヒター
- 脚本：フランツ・ガイガー
- 撮影：クラウス・フォン・ラウテンフェルト、エルンスト・W・カリンケ
- 音楽：フランツ・グローテ

### 日本語版
テレビ版2
- 演出：浜崎暎一
- 翻訳：たかしまちせこ
- 調整：桑原邦男
- 選曲・効果：新音響
- 配給：日本ヘラルド映画株式会社
- プロデューサー：熊谷国雄
- 制作：オムニバスプロモーション、TBS